# فینال لیگ قهرمانان اروپا ۱۹۹۸

ترکیب یوونتوس و رئال مادرید در فینال ۱۹۹۸

فینال لیگ قهرمانان اروپا ۱۹۹۸، رقابت پایانی لیگ قهرمانان اروپا در فصل ۹۸–۱۹۹۷ میلادی است که مابین دو تیم باشگاه فوتبال رئال مادرید و باشگاه فوتبال یوونتوس در ورزشگاه آمستردام آرنا، آمستردام برگزار شده‌است.
این مسابقه که در تاریخ ۲۰ مه ۱۹۹۸ انجام شد با نتیجه ۱ بر ۰ با گل پردراگ میاتوویچ به سود تیم باشگاه فوتبال رئال مادرید به پایان رسید.